# 마리야 마마슈크
마리야 루슬라나우나 마마슈크(벨라루스어: Марыя Русланаўна Мамашук, 러시아어: Мари́я Русла́новна Мамошу́к 마리야 루슬라노브나 마모슈크[*], 1987년 5월 5일~)는 벨라루스의 레슬링 선수이다. 2016년 하계 올림픽에서 여자 미들급 은메달을 획득했다.

## 수상
- 벨라루스 공로장(2017년)